# Johann Andreas Quenstedt
Johann Andreas Quenstedt, född den 13 augusti 1617 i Quedlinburg, död den 22 maj 1688 i Wittenberg, var en tysk teolog. 
Quenstedt studerade till en början i Helmstedt under Georg Calixtus, därefter från 1644 i Wittenberg, där han 1649 blev professor i filosofi och extra ordinarie professor i teologi och 1660 ordinarie teologie professor. Under sin studietid i Helmstedt hade han påverkats av den synkretistiska riktningen, men övergick i Wittenberg snart helt till den ortodoxa åskådningen. Han verkade dock för denna på ett balanserat sätt och intog en vänskaplig hållning till den vid denna tid begynnande pietismen. Hans huvudarbete, Theologia didactico-polemica sive systema theologicum (1685), resultatet av hans mer än 30-åriga verksamhet som akademisk föreläsare, kan betecknas som den klassiska, mindre genom originalitet än genom omfattande lärdom och logisk klarhet och skärpa utmärkta sammanfattningen av den lutherska ortodoxins dogmatiska arbete.